# Pierre Spies
Pierre Johan Spies (nascido em 8 de junho de 1985, em Pretória) é um jogador sul-africano de râguebi. Ele geralmente joga como um número 8, mas também pode jogar como um flanco. Entre 2005 e 2015, ele passou a maior parte de sua carreira jogando no campeonato Super Rugby pelos Bulls e no Campeonato Sul-Africano de rugby para o  Blue Bulls. Ele também representou a África do Sul entre 2006 e 2013.

## Pessoal
Spies nasceu em 8 de junho de 1985, em Pretória , e frequentou Afrikaanse Hoër Seunskool (Africâner High School for Boys, também conhecido como Affies), uma escola pública localizada em Pretória. Ele estudou ao lado de futuros companheiros da equipe Springbok  Fourie du Preez e Wynand Olivier e dos profissionais de rugby Derick Kuün, Jacques-Louis Potgieter, Gerhard van den Heever, Adriaan Fondse e cricketers AB de Villiers, Heino Kuhn e Faf du Plessis. Depois da escola, ele completou o seu primeiro ano em B. Sc. Gestão da construção na Universidade de Pretória.
Ele casou-se com Juanne Weidemann, em dezembro de 2008.

## Râguebi
Ele fez sua estreia para o  Blue Bulls, em 2005, em uma partida contra  Griquas. Sua estreia no campeonato Super 12 ocorreu contra o  Brumbies, tornando-se o jogador mais jovem de sempre a representar o  Bulls.

## Físico
Em 2009 Pierre podia levantar 135 kg, peso morto de 240 kg, bench-press de 165 kg e fazer saltos com 50 kg de peso entre as pernas. Ele poderia saltar de 1,4 m em uma plataforma elevada e tinha uma percentagem de gordura corporal de 6.5.